# Jurij Vynnyčuk

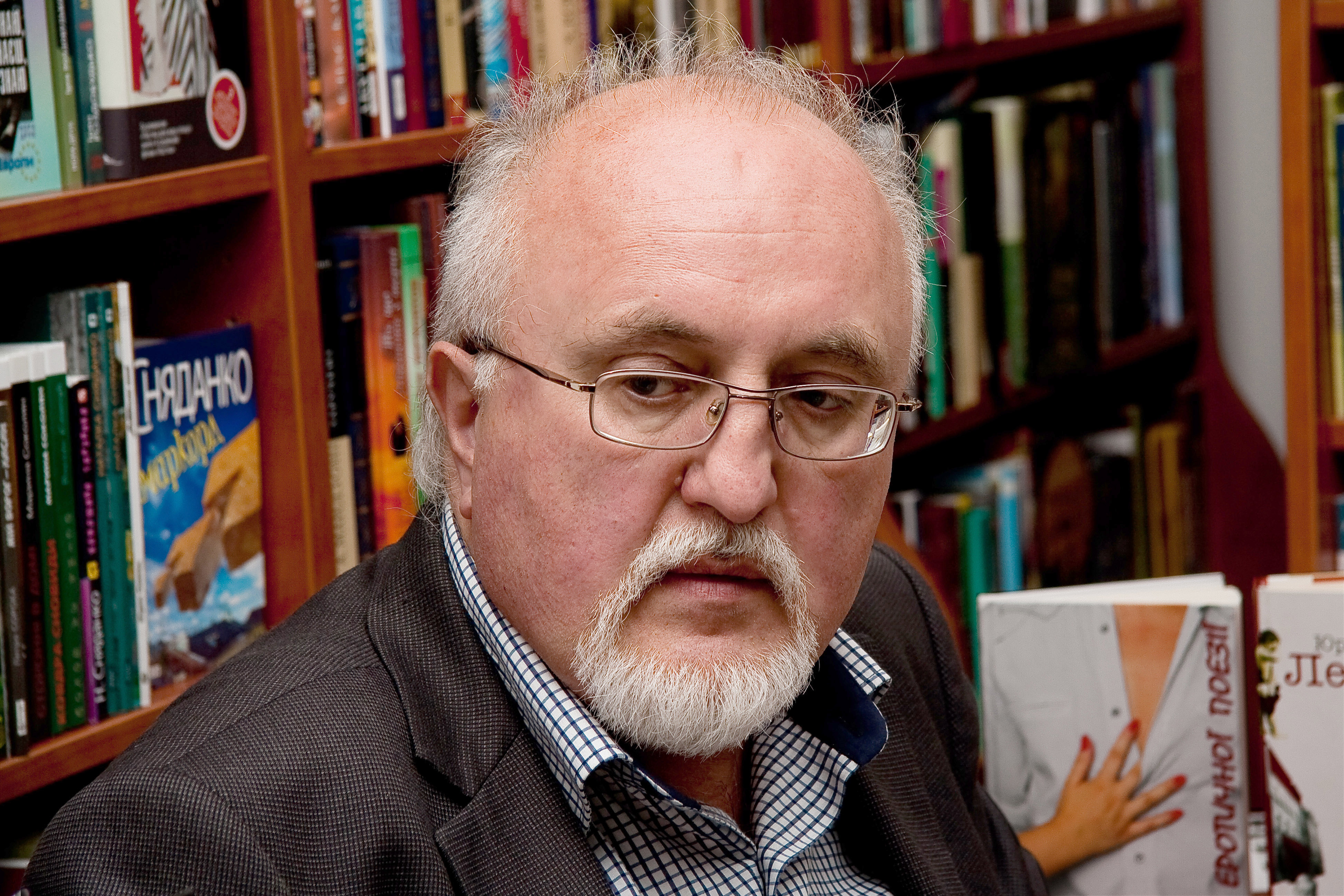
Jurij Vynnyčuk (2012)

Jurij Pavlovyč Vynnyčuk (ukrajinsky Юрій Павлович Винничук, * 18. března 1952 v Ivano-Frankivsku) je ukrajinský publicista, spisovatel, prozaik a překladatel.

## Biografie
Vystudoval v Ivano-Frankivsku ukrajinskou filologii, poté přesídlil do Lvova. Byl režisérem lvovského estrádního divadla, dnes se věnuje spíše psaní. Do jeho tvorby lze zařadit romány, detektivky, sbírky pohádek a pověstí, erotické povídky a knihy o historii Lvova. S obzvláštním zaujetím se věnuje právě pohádkám.
Je autorem několika románů (Jarní hry v podzimních sadech, Hrušky v těstě), antologie plné surrealisticky absurdních povídek Chachacha či knihy lvovských pověstí. Česká ukrajinistka Rita Ida Kindlerová přeložila po roce 2000 do češtiny již jeho dvě díla, a to povídkové soubory s názvy Příběhy z Haliče (1. vyd. Praha: Portál, 2002. 143 s.) a Chachacha (1. vyd. Zlín: Kniha Zlín, 2009. 294 s.). V roce 2015 byl pak vydán jeho další překlad z ukrajinštiny od Petry Grycové, Lvovské arabesky (1. vyd. Brno: Větrné mlýny, 2015. 50 s.).
Sám přispívá do lvovských novin Postup, přeložil dále také již několik děl z češtiny (např. od Bohumila Hrabala, či Ladislava Klímy). V autorově posledním románu Tango smrti (2012, překlad do češtiny 2015), opírajícím se o legendu z janivského koncentračního tábora, spojuje vyprávění o Haliči v meziválečné a válečné době se současností.
V roce 2015 byl hostem 16. ročníku Měsíce autorského čtení. Ve stejném roce byl s autorem natočen portrét pro cyklus Ukrajinská čítanka - Ukrajina, davaj, Ukrajiny, který vznikl v koprodukci nakladatelství Větrné mlýny a tří veřejnoprávních televizí z Česka (ČT), Polska (TVP) a Slovenska (RTVS). Režisérem dílu je Agnieszka Woszczyńska.

## Díla
Překládá z angličtiny a slovanských jazyků, dal výběr z děl Bohumila Hrabala Varjaty a přeložil knihu Obsluhoval jsem anglického krále.
- Sribna knyha kazok (1992)
- Spalach (próza, 1990)
- Vikna zastyhloho času (próza, 2001)
- Misce dlja drakona (próza, 2002)
- Laskavo prosymo v Ščurohrad (novela, 1992)
- Divy noči (novela, 1992)
- Žytije haremnoje (novela, 1996)
- Malva Landa (román, 2000)
- Vesňani ihry v osinnich sadach (román, 2001)
- Příběhy z Haliče (sbírka pověstí, 1999, česky 2004)
- Tajemnyci lvivskoji kavy (2001)
- Knajpy Lvova (2000)
- Tajemnyci lvivskoj horilky (2006)
- Knyha bestij (encyklopedie, 2003)
- Ohnenyj zmij (editor antologie ukrajinské fantastiky, 1989)
- Čort zná ščo (2004)
- Potojbične (ukr. gotické prózy, 2005)